# Bonnie Gadusek
Bonnie Gadusek (Pittsburgh, 11 settembre 1963) è un'ex tennista statunitense.

## Biografia
Vinse l'Open di Francia 1981 Singolare ragazze. Nel ranking raggiunse la 25ª posizione il 9 luglio del 1984.
Fra le tante vittorie ottenute nei tornei degne di nota l'Avon Cup nel 1984 sconfiggendo Kathleen Horvath con 3–6, 6–0, 6–4, l'anno successivo il WTA Swiss Open vincendo Manuela Maleeva con 6–2, 6–2 e la doppia vittoria (sia singolo che doppio) al Virginia Slims of Indianapolis, sempre 1985.